# Lynn Margulis
Lynn Margulis, nascida Lynn Alexander (Chicago, 5 de março de 1938 – Massachusetts, 22 de novembro de 2011), foi uma bióloga e professora na Universidade de Massachusetts. Seu trabalho científico mais importante foi a teoria da endossimbiose, segundo a qual a mitocôndria teria surgido por endossimbiose. A mitocôndria seria um organismo separado que teria entrado em simbiose com células eucarióticas.
Foi casada com Carl Sagan e com ele teve dois filhos, Jeremy Sagan e Dorion Sagan, jornalista e escritor especializado em divulgação científica.
Foi a principal defensora moderna do significado da simbiose na evolução. O historiador Jan Sapp disse que "o nome de Lynn Margulis é tão sinônimo de simbiose quanto o de Charles Darwin é com a evolução". Em particular, Margulis transformou e fundamentalmente moldou o entendimento atual da evolução das células com núcleos - um evento que Ernst Mayr chamou "talvez o evento mais importante e dramático da história da vida" - ao propor que foi o resultado de fusões simbióticas de bactérias. Margulis também foi a co-desenvolvedora da hipótese de Gaia com o químico britânico James Lovelock, propondo que a Terra funcionasse como um sistema único de autorregulação, e foi a principal defensora e promotora da classificação dos cinco reinos de Robert Whittaker.

## Hipótese de Gaia
Muito menos aceitação do meio científico tem a hipótese de Gaia, com que Margulis começou a trabalhar no ano de 1972. A hipótese de Gaia foi apresentada por James E. Lovelock, químico inglês e inventor. Gaia é uma deusa, a Mãe terra grega. Na sua hipótese, Lovelock sustentava que a Terra funciona como um organismo vivo e Margulis especificou que a Biota terrestre – o agregado de toda a matéria viva do planeta – é habilitada para o crescimento e tem um metabolismo e uma interação química apropriada à manutenção da temperatura do planeta e da composição atmosférica nos níveis desejáveis para a eclosão e a existência da vida na Terra. Apesar de haver muita controvérsia sobre alguns aspectos da teoria, seus elementos essenciais — a existência de uma influência mútua entre seres vivos e ambiente, e a capacidade de os seres modificarem o ambiente em alguma medida para que sua sobrevivência seja assegurada — se tornaram parte do cânone científico contemporâneo.

## Vida pessoal
Nasceu em Chicago em 5 de março de 1938, filha de Morris e Leone Alexander. Ingressou na Universidade de Chicago com apenas 15 anos. Aí conheceu Carl Sagan, então doutorando em física. Casaram quando Lynn tinha 19 anos. Recebe o bacharelado em Liberal Arts.
Do casamento com Carl Sagan teve dois filhos, Dorion Sagan (com quem co-escreveu vários livros) e Jeremy Sagan. Do seu segundo casamento com o cristalógrafo Thomas N. Margulis teve dois filhos, Zachary Margulis-Ohnunma e Jennifer Margulis di Properzio.

## Morte
Lynn faleceu em 22 de novembro de 2011, em sua casa em Amherst, Massachusetts, cinco dias depois de sofrer um acidente vascular cerebral hemorrágico. Seu corpo foi cremado e suas cinzas espalhadas nos campos ao redor de sua casa.

## Publicações

### Livros em português
- Margulis, Lynn (2001). Cinco reinos - Um guia ilustrado dos filos da vida na Terra. Ed. Guanabara/Koogan.
- Margulis, Lynn (2001). O planeta simbiótico - Uma nova perspectiva da evolução. Ed. Rocco.
- Margulis, Lynn e Lovelock, James (2002). Gaia - Uma teoria do conhecimento. Ed. Gaia.
- Margulis, Lynn e Sagan, Dorion (2002). O que é vida?. Ed. Jorge Zahar.
- Margulis, Lynn e Sagan, Dorion (2002). O que é sexo?. Ed. Jorge Zahar.

### Livros em inglês
- Margulis, Lynn (1970). Origin of Eukaryotic Cells, Yale University Press, ISBN 0-300-01353-1
- Margulis, Lynn (1982). Early Life, Science Books International, ISBN 0-86720-005-7
- Margulis, Lynn, and Dorion Sagan (1986). Origins of Sex : Three Billion Years of Genetic Recombination, Yale University Press, ISBN 0-300-03340-0
- Margulis, Lynn, and Dorion Sagan (1987). Microcosmos: Four Billion Years of Evolution from Our Microbial Ancestors, HarperCollins, ISBN 0-04-570015-X
- Margulis, Lynn, and Dorion Sagan (1991). Mystery Dance: On the Evolution of Human Sexuality, Summit Books, ISBN 0-671-63341-4
- Margulis, Lynn, ed. (1991). Symbiosis as a Source of Evolutionary Innovation: Speciation and Morphogenesis, The MIT Press, ISBN 0-262-13269-9
- Margulis, Lynn (1991). «Symbiosis in Evolution: Origins of Cell Motility». In:  Osawa, Syozo; Honzo, Tasuku. Evolution of Life: Fossils, Molecules and Culture. Japan: Springer. p. 305–324. ISBN 978-4-431-68304-9. doi:10.1007/978-4-431-68302-5_19
- Margulis, Lynn (1992). Symbiosis in Cell Evolution: Microbial Communities in the Archean and Proterozoic Eons, W.H. Freeman, ISBN 0-7167-7028-8
- Sagan, Dorion, and Margulis, Lynn (1993). The Garden of Microbial Delights: A Practical Guide to the Subvisible World, Kendall/Hunt, ISBN 0-8403-8529-3
- Margulis, Lynn, Dorion Sagan and Niles Eldredge (1995) What Is Life?, Simon and Schuster, ISBN 978-0684810874
- Margulis, Lynn, and Dorion Sagan (1997). Slanted Truths: Essays on Gaia, Symbiosis, and Evolution, Copernicus Books, ISBN 0-387-94927-5
- Margulis, Lynn, and Dorion Sagan (1997). What Is Sex?, Simon and Schuster, ISBN 0-684-82691-7
- Margulis, Lynn, and Karlene V. Schwartz (1997). Five Kingdoms: An Illustrated Guide to the Phyla of Life on Earth, W.H. Freeman & Company, ISBN 0-613-92338-3
- Margulis, Lynn (1998). Symbiotic Planet : A New Look at Evolution, Basic Books, ISBN 0-465-07271-2
- Margulis, Lynn, et al. (2002). The Ice Chronicles: The Quest to Understand Global Climate Change, University of New Hampshire, ISBN 1-58465-062-1
- Margulis, Lynn, and Dorion Sagan (2002). Acquiring Genomes: A Theory of the Origins of Species, Perseus Books Group, ISBN 0-465-04391-7
- Margulis, Lynn (2007). Luminous Fish: Tales of Science and Love, Sciencewriters Books, ISBN 978-1-933392-33-2
- Margulis, Lynn, and Eduardo Punset, eds. (2007). Mind, Life and Universe: Conversations with Great Scientists of Our Time, Sciencewriters Books, ISBN 978-1-933392-61-5
- Margulis, Lynn, and Dorion Sagan (2007). Dazzle Gradually: Reflections on the Nature of Nature, Sciencewriters Books, ISBN 978-1-933392-31-8
- Margulis, Lynn (2009). «Genome acquisition in horizontal gene transfer: symbiogenesis and macromolecular sequence analysis». In:  Gogarten, Maria Boekels; Gogarten, Johann Peter; Olendzenski, Lorraine C. Horizontal Gene Transfer:Genomes in Flux. Col: Methods in Molecular Biology. 532. [S.l.]: Humana Press. p. 181–191. ISBN 978-1-60327-852-2. PMID 19271185. doi:10.1007/978-1-60327-853-9_10

### Artigos
- Margulis (Sagan), L (1967). «On the Origin of Mitosing Cells». Journal of Theoretical Biology. 14 (3): 225–274. PMID 11541392. doi:10.1016/0022-5193(67)90079-3
- Margulis, L (1976). «Genetic and evolutionary consequences of symbiosis». Experimental Parasitology. 39 (2): 277–349. PMID 816668. doi:10.1016/0014-4894(76)90127-2
- Margulis, L (1980). «Undulipodia, flagella and cilia». Biosystems. 12 (1–2): 105–108. PMID 7378551. doi:10.1016/0303-2647(80)90041-6
- Margulis, L; Bermudes, D (1985). «Symbiosis as a mechanism of evolution: status of cell symbiosis theory». Symbiosis. 1: 101–124. PMID 11543608
- Sagan, D; Margulis, L (1987). «Gaia and the evolution of machines.». Whole Earth Review. 55: 15–21. PMID 11542102
- Bermudes, D; Margulis, L; Tzertzinis, G (1987). «Prokaryotic origin of undulipodia. Application of the panda principle to the centriole enigma». Annals of the New York Academy of Sciences. 503 (1): 187–197. Bibcode:1987NYASA.503..187B. PMID 3304075. doi:10.1111/j.1749-6632.1987.tb40608.x
- Lazcano, A; Guerrero, R; Margulis, L; Oró, J (1988). «The evolutionary transition from RNA to DNA in early cells.». Journal of Molecular Evolution. 27 (4): 283–290. Bibcode:1988JMolE..27..283L. PMID 2464698. doi:10.1007/bf02101189
- Margulis, L (1990). «Words as battle cries—symbiogenesis and the new field of endocytobiology». BioScience. 40 (9): 673–677. JSTOR 1311435. PMID 11541293. doi:10.2307/1311435
- Margulis, L (1996). «Archaeal-eubacterial mergers in the origin of Eukarya: phylogenetic classification of life.». Proceedings of the National Academy of Sciences of the United States of America. 93 (3): 1071–1076. Bibcode:1996PNAS...93.1071M. PMC 40032. PMID 8577716. doi:10.1073/pnas.93.3.1071
- Chapman, MJ; Margulis, L (1998). «Morphogenesis by symbiogenesis». International Microbiology. 1 (4): 319–26. PMID 10943381
- Margulis, L.; Dolan, M. F.; Guerrero, R. (2000). «The chimeric eukaryote: Origin of the nucleus from the karyomastigont in amitochondriate protists». Proceedings of the National Academy of Sciences. 97 (13): 6954–6959. Bibcode:2000PNAS...97.6954M. PMC 34369. PMID 10860956. doi:10.1073/pnas.97.13.6954
- Wier, A.; Dolan, M.; Grimaldi, D.; Guerrero, R.; Wagensberg, J.; Margulis, L. (2002). «Spirochete and protist symbionts of a termite (Mastotermes electrodominicus) in Miocene amber». Proceedings of the National Academy of Sciences. 99 (3): 1410–1413. Bibcode:2002PNAS...99.1410W. PMC 122204. PMID 11818534. doi:10.1073/pnas.022643899
- Dolan, Michael F.; Melnitsky, Hannah; Margulis, Lynn; Kolnicki, Robin (2002). «Motility proteins and the origin of the nucleus». The Anatomical Record. 268 (3): 290–301. PMID 12382325. doi:10.1002/ar.10161
- Margulis, L (2005). «Hans Ris (1914–2004). Genophore, chromosomes and the bacterial origin of chloroplasts». International Microbiology. 8 (2): 145–8. PMID 16052465
- Margulis, L.; Chapman, M.; Guerrero, R.; Hall, J. (2006). «The last eukaryotic common ancestor (LECA): Acquisition of cytoskeletal motility from aerotolerant spirochetes in the Proterozoic Eon». Proceedings of the National Academy of Sciences. 103 (35): 13080–13085. Bibcode:2006PNAS..10313080M. PMC 1559756. PMID 16938841. doi:10.1073/pnas.0604985103
- Dolan, MF; Margulis, L (2007). «Advances in biology reveal truth about prokaryotes». Nature. 445 (7123): 21. Bibcode:2007Natur.445...21D. PMID 17203039. doi:10.1038/445021b
- Margulis, Lynn; Chapman, Michael; Dolan, Michael F. (2007). «Semes for analysis of evolution: de Duve's peroxisomes and Meyer's hydrogenases in the sulphurous Proterozoic eon». Nature Reviews Genetics. 8 (10): 1. PMID 17923858. doi:10.1038/nrg2071-c1
- Brorson, O.; Brorson, S.-H.; Scythes, J.; MacAllister, J.; Wier, A.; Margulis, L. (2009). «Destruction of spirochete Borrelia burgdorferi round-body propagules (RBs) by the antibiotic Tigecycline». Proceedings of the National Academy of Sciences. 106 (44): 18656–18661. Bibcode:2009PNAS..10618656B. PMC 2774030. PMID 19843691. doi:10.1073/pnas.0908236106
- Wier, AM; Sacchi, L; Dolan, MF; Bandi, C; Macallister, J; Margulis, L (2010). «Spirochete attachment ultrastructure: Implications for the origin and evolution of cilia». The Biological Bulletin. 218 (1): 25–35. PMID 20203251. doi:10.1086/BBLv218n1p25
- Guerrero, R; Margulis, L; Berlanga, M; Bandi, C; Macallister, J; Margulis, L (2013). «Symbiogenesis: the holobiont as a unit of evolution». International Microbiology. 16 (3): 133–143. PMID 24568029. doi:10.2436/20.1501.01.188

## Prêmios
- 1983 - Eleita para a National Academy of Sciences
- 1999 - Recebe a National Medal of Science atribuída pelo Presidente dos Estados Unidos, Bill Clinton
- 2008 - Recebe a Medalha Darwin-Wallace atribuída a cada 50 anos pela Linnean Society por "avanços significativos no estudo da história natural e evolução".
- Nevada Medal, Sigma Xi's William Proctor Prize, NASA Public Service Award, Miescher-Ishida Prize, Commandeur de l'Ordre dees Palmes Academique de France.[9]